# Bridging the Gap
«Behind the Front» — другий альбом американського гурту «The Black Eyed Peas», випущений у 2000 році.
Це був останній альбом як «Black Eyed Peas», після цього гурт став називатись «The Black Eyed Peas».

## Список композицій
1. «BEP Empire»
2. «Weekends»
3. «Get Original»
4. «Hot»
5. «Cali to New York»
6. «Lil' Lil'»
7. «On My Own»
8. «Release»
9. «Bridging the Gaps»
10. «Go Go»
11. «Rap Song»
12. «Bringing It Back»
13. «Tell Your Mama Come»
14. «Request Line»